# Elecciones generales de Malaui de 1994
Las elecciones generales de Malaui de 1994 tuvieron lugar el 17 de mayo del mencionado año con el objetivo de renovar la presidencia de la República y elegir a los 177 representantes de la Asamblea Nacional, que ejercerían sus funciones por el período 1994-1999. Los comicios tuvieron el histórico carácter de ser las primeras elecciones multipartidistas que tenían lugar en Malaui desde antes de su independencia en 1964, así como las primeras elecciones genuinamente competitivas en la historia del país.
Los comicios siguieron a un referéndum nacional el año anterior, en el que la población aprobó por amplia mayoría abolir el régimen unipartidista encabezado por el Partido del Congreso de Malaui (MCP), liderado por Hastings Kamuzu Banda (presidente desde la independencia y proclamado presidente vitalicio en 1971) e iniciar la transición hacia una democracia multipartidista. Aunque Banda no fue destituido de su cargo presidencial, una serie de movimientos parlamentarios y militares lo despojaron de la mayor parte de sus poderes, disolvieron el aparato represivo. Se creó el Consejo Consultivo Nacional, con representación de las principales fuerzas políticas, a cargo de supervisar la transición y cuyas deliberaciones debían ser acatadas por el ejecutivo y el legislativo nacional (en la práctica asumiendo el control político de facto del país antes de los comicios). Las Naciones Unidas también prestaron asistencia a la transición y a la organización de las elecciones, que serían administradas por la nueva Comisión Electoral de Malaui (MEC).
A pesar de ser en ese momento el jefe de Estado más anciano del mundo y de estar aquejado por varios problemas de salud que lo marginaban del control de su partido, Banda insistió en presentarse a la reelección como candidato del MCP. Como ya no contaba con el mismo poder, el oficialismo destinó sus recursos a agitar las divisiones entre los dos florecientes partidos de la oposición: el Frente Democrático Unido encabezado por Bakili Muluzi y la Alianza por la Democracia (AFORD) liderada por Chakufwa Chihana. Los esfuerzos para una cooperación entre ambos fueron en vano y tanto Muluzi como Chihana se presentaron por separado. Kamlepo Kalua se presentó como candidato del Partido Democrático de Malaui (MDP) y fue el cuarto oponente en disputa. El oficialismo enfocó su discurso en la estabilidad política mantenida por Malaui durante los anteriores treinta años y el riesgo de perderla si se daba un cambio de gobierno, mientras que las fuerzas opositoras centraron sus plataformas en el cambio político. En general, todos los candidatos coincidieron en mantener el clima de liberalización económica y en resaltar el peligro de la instalación una cultura de violencia étnica y tribal en la política. Aunque el proceso electoral fue relativamente pacífico y ordenado, las misiones de observación internacional reportaron casos de intimidación, abuso de poder y empleo de los recursos del Estado por parte del MCP durante la campaña, si bien a menor escala que durante el referéndum previo, y una escasa intervención de las autoridades policiales para reprimir las malas prácticas electorales.
Beneficiado su base de apoyo en el populoso sur y de una maquinaria electoral más sólida y mejor financiada que la de otros partidos opositores, así como el respaldo de diversos sectores de la oposición que habían desistido de competir electoralmente, Muluzi obtuvo un amplio triunfo con el 47,15 % de los votos válidamente emitidos contra el 33,44 % de Banda, el 18,89 % de Chihana y el 2,04 % de Kalua. En las elecciones parlamentarias simultáneas el UDF emergió como el partido más grande de la Asamblea Nacional con 85 de los 177 escaños, pero fracasó por poco en asegurarse una mayoría absoluta, mientras que el MCP obtuvo 56 escaños y la AFORD los 36 restantes. La elección fue extremadamente divisiva en términos geográficos. Muluzi arrasó en el sur del país y controlando el voto (tradicionalmente opositor y más diverso) de las áreas urbanas, un elemento clave para su victoria. Banda logró retener para el MCP el control de su base de apoyo histórica en el centro y algunas regiones aisladas del sur. Por su parte, Chihana y la AFORD dominaron el norte casi por completo, donde obtuvieron triunfos casi unánimes, pero su apoyo se vio severamente restringido en otras regiones. El 80,56 % del electorado registrado concurrió a las urnas. Banda reconoció la derrota dos días después de las elecciones y prometió contribuir a finalizar una transición ordenada. El 24 de mayo, Muluzi fue pacíficamente juramentado como segundo presidente de Malaui, lo que implicó la primera transición política de cualquier tipo en la historia de la nación.
Los comicios de 1994 inauguraron la competencia electoral en Malaui y dieron inicio a una etapa de democracia representativa que rige el país desde entonces. La elección también estableció una cultura electoral marcada por la fragmentación política entre el Norte, el Centro y el Sur, que se mantiene hasta la fecha. El UDF encabezaría el gobierno malauí durante más de once años hasta su división en 2005. Los partidos de base electoral sureña ganarían todas las elecciones presidenciales siguientes hasta 2020, en ocasiones coaligándose con fuerzas vinculadas a los intereses del Norte o el Centro. Pese a los análisis postelectorales de 1994 que anticipaban el inminente colapso político del MCP, el antiguo partido único sobreviviría a la caída de Banda (y a su posterior muerte en 1997), prevalecería como la segunda fuerza política de Malaui (apoyado en su dominio de los votantes chewa de la región Central) y su candidato sería el principal retador del ganador en todas las elecciones posteriores hasta su retorno al poder en 2020.

## Contexto

### Antecedentes históricos

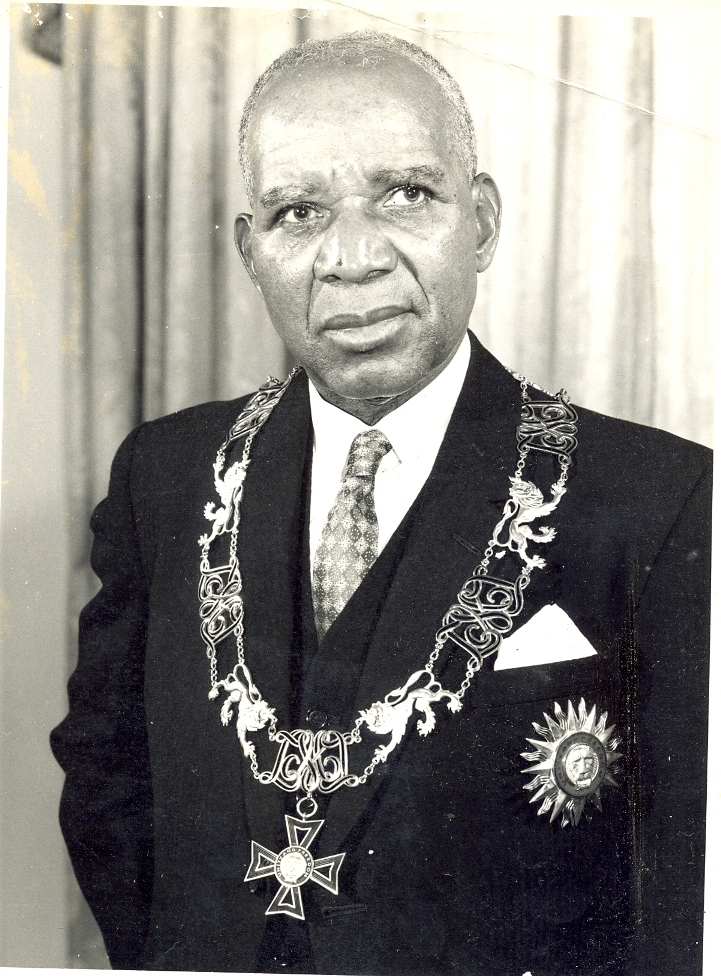
Hastings Kamuzu Banda.

Previamente la colonia británica de Nyasalandia y tras una efímera y fallida Federación con Rodesia, Malaui accedió a la independencia luego de un proceso que implicó la concesión del autogobierno y el sufragio universal al territorio. El escenario político se vio rápidamente dominado por el Partido del Congreso de Malaui (MCP), sucesor del antiguo Congreso Africano de Nyasalandia y brazo político de la lucha anticolonial. El MCP ganó la totalidad de los cargos electos por la mayoría negra en las elecciones de 1961. Los intentos de establecer partidos opositores o fuerzas alternativas fueron sucesivamente frustrados por las autoridades electas recién instauradas y los Jóvenes Pioneros de Malaui (MYP), que operaron como ala paramilitar del partido. El control del partido recayó en manos de Hastings Kamuzu Banda, perteneciente a la tribu chewa mayoritaria en el centro del país. Banda fue nombrado primer ministro de la colonia y tras las elecciones de 1964, en las que el MCP triunfó sin oposición, lideró a Malaui a obtener su independencia como un Reino de la Mancomunidad de Naciones. Tras enfrentar una serie de conflictos dentro de su gabinete, Banda emprendió una masiva purga política y centralizó rápidamente el poder en sus manos. El 6 de julio de 1966, dos años después de la independencia, Malaui se convirtió en una república presidencial con Banda como jefe de Estado, mientras que el MCP fue declarado único partido legal, aunque esto simplemente implicó codificar la situación vigente de facto desde hacía años.
El régimen de Banda fue descrito por observadores extranjeros como una «autocracia altamente represiva», con estándares en materia de derechos humanos, libertades políticas y libertades civiles particularmente pobres, aún dentro de la esfera de los regímenes autoritarios africanos. La presencia totalitaria del gobierno (y sobre todo de su ala represiva encarnada en el MYP) era muy ubicua. Todos los ciudadanos debían ser miembros del MCP y poseer sus carnets para la concreción de trámites mínimos, así como tenerlos a la mano para controles arbitrarios en la calle. Banda fue elegido como presidente sin oposición, luego fue proclamado presidente vitalicio del MCP en su congreso de 1970 y, al año siguiente, la Asamblea Nacional lo proclamó presidente vitalicio del país. Los opositores políticos fueron secuestrados, torturados y asesinados con regularidad, con estimaciones de un número de víctimas que oscila entre 6.000 y 18.000. De acuerdo con los sucesivos reportes de organizaciones sobre Freedom House, Malaui era para los primeros años de la década de 1990 uno de los países más autoritarios del continente. La estricta censura mediática y las restricciones de visado para los periodistas extranjeros convirtieron a Malaui en uno de los países con menor cobertura mediática de la tierra. La administración de Banda se ocupó de la construcción de la mínima infraestructura del país, pero Malaui pasó sus primera décadas de existencia como una de las naciones más pobres y menos desarrolladas del mundo. Asimismo, durante la década de 1970, el estallido de la guerra civil mozambiqueña motivó el masivo ingreso de refugiados a Malaui, lo que por décadas contribuyó a complejizar y deteriorar rápidamente la situación económica del país.
Las únicas elecciones que tuvieron lugar bajo el régimen de Banda eran las votaciones parlamentarias periódicas, en las que solo se permitía la participación de candidatos del MCP. Estos candidatos (que podían ser más de uno por circunscripción) eran nominalmente escogidos por los comités locales del partido, pero debían ser personalmente aprobados por Banda para garantizar que no existieran candidaturas disidentes. En muchos casos los candidatos resultaban electos sin oposición por no presentarse o ser aceptado oponente alguno, lo que impedía que la votación tuviera lugar. En general, el proceso electoral estaba fuertemente controlado por el gobierno y la población se mostraba apática ante este, por lo que la concurrencia a votar solía ser baja. No obstante, la derrota electoral de parlamentarios impopulares donde estos enfrentaron competencia era posible.

### Colapso del régimen de Banda

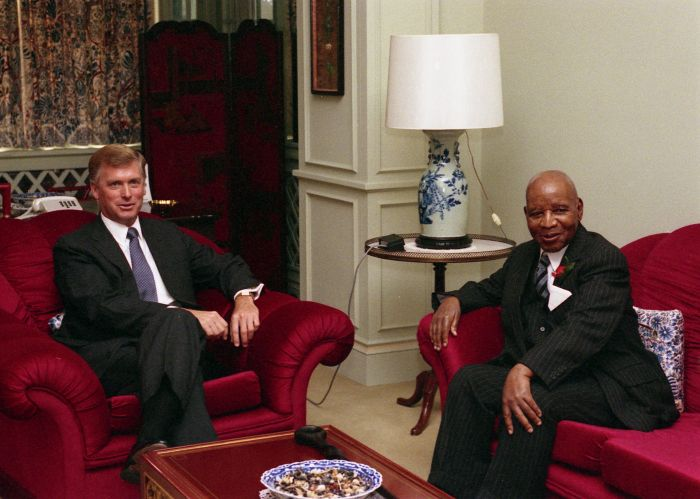
Kamuzu Banda junto al vicepresidente de los Estados Unidos Dan Quayle, 1991.

Durante la mayor parte de su existencia, el principal respaldo internacional al régimen de Banda había provenido por parte del bloque occidental en el marco de la Guerra Fría. El ferviente anticomunismo de Banda y su inusual disposición a mantener relaciones con la Sudáfrica del apartheid contribuyeron a que sus principales aliados internacionales, el Reino Unido y los Estados Unidos, toleraran la permanencia de la autocracia abierta en Malaui y le prestaran apoyo, aún cuando algunos de los posicionamientos internacionales de Banda le valieron el repudio de sus homólogos africanos. Con el colapso del comunismo en Europa en 1989 y la posterior disolución de la Unión Soviética en 1991, los países occidentales comenzaron a presionar cada vez más a los regímenes anticomunistas restantes para que emprendieran reformas democráticas. En 1991, el Reino Unido interrumpió el apoyo económico a Malaui en respuesta a las quejas por las continuas violaciones a los derechos humanos. El aislamiento creciente implicó un serio daño a la ya debilitada situación económica de Malaui, lo que provocó que el descontento social se generalizara en los primeros años de la década de 1990.
A lo largo del año 1992, una serie de acontecimientos motivaron que el descontento se tradujera en actos de disidencia cada vez más abiertos. Una carta pastoral publicada por los obispos de la Iglesia Católica en marzo con motivo de la Cuaresma, en la que se criticaba abiertamente la situación política y social de Malaui, motivó una serie de protestas estudiantiles que condujeron al cierre de las universidades. Al mes siguiente, el sindicalista exiliado Chakufwa Chihana retornó a Malaui y pronunció un encendido discurso en el Aeropuerto Internacional de Lilongüe en el que declaró que el MCP era un «partido de muerte y oscuridad» y exigió que se convocara a un referéndum para definir el sistema político. Su inmediato arresto condujo al enardecimiento de las protestas en las principales ciudades, derivando en disturbios generalizados contra el gobierno. El régimen ordenó la disolución de las manifestaciones con fuego letal, lo que condujo a una oleada represiva que tuvo el saldo de 38 muertos. Si bien la revuelta fue inicialmente suprimida con éxito, los aliados internacionales restantes cortaron la totalidad de la ayuda no humanitaria hasta que se restablecieran las libertades civiles en el país.
El ambiente regional se había inclinado rápidamente hacia el pluralismo político. Entre 1990 y 1992, una treintena de países africanos abolieron el sistema de partido único, incluyendo todos los vecinos de Malaui. En noviembre de 1991, Kenneth Kaunda entregó el poder en la vecina Zambia después de casi tres décadas tras su derrota electoral ante Frederick Chiluba. A pesar de esto, el régimen de Banda no parecía dispuesto a ceder el poder. La respuesta a los disturbios fue la convocatoria a una nueva elección unipartidista para junio de 1992. La totalidad de los candidatos (todos del MCP) fueron preseleccionados por Banda y sus allegados. En 45 de las 141 circunscripciones no tuvo lugar votación alguna por presentarse únicamente un candidato. Los grupos opositores organizaron un boicot y reportaron un acatamiento masivo del mismo, declarando una participación inferior al 40 % (llegando a rondar el 10 % en algunas regiones). 62 de los parlamentarios en ejercicio que buscaron la reelección perdieron sus escaños.

### Referéndum nacional de 1993

Resultado del referéndum de 1993 por región y distrito.

Tras el fracaso electoral, la presión internacional aumentó y los grupos de disidencia interna comenzaron un proceso de articulación para presentar una plataforma de oposición organizada. Esto motivó el surgimiento de la Alianza por la Democracia (AFORD) bajo el liderazgo de Chihana y que aglutinaba a los pequeños sectores sindicales, la clase intelectual y opositores en el exilio, y el Frente Democrático Unido (UDF), que reunía su apoyo de los sectores comerciales y de los funcionarios públicos disidentes. El líder del UDF fue Bakili Muluzi, un antiguo funcionario que había llegado a ejercer la presidencia del MCP antes de su caída en desgracia ante Banda a principios de la década de 1980. La AFORD y el UDF rápidamente superaron a los hasta entonces marginales grupos disidentes que encabezaban la oposición y, con el respaldo de las principales iglesias cristianas, asumieron un papel protagónico en exigir al régimen de Banda concesiones políticas. Finalmente, el régimen accedió a la creación de un «Comité Presidencial de Diálogo» (PCD) con los «grupos de interés especial» (la AFORD, el UDF y las iglesias), lo que representó la primera interlocución directa entre el gobierno malauí y cualquier organización opositora en tres décadas. El 18 de octubre, Banda anunció públicamente la convocatoria a un referéndum nacional para 1993 en el que se le preguntaría a los malauíes si deseaban al continuidad del sistema de partido único o iniciar definitivamente una transición a la democracia multipartidista.
El referéndum se organizó apresuradamente y las presiones de los grupos opositores obligaron al gobierno a retrasar la fecha. La votación contó con la asistencia técnica de las Naciones Unidas y varios grupos de observación internacional. Si bien los «grupos de interés especial» pudieron hacer campaña en contra del oficialismo por primera vez, se reportó un abuso generalizado de los recursos del Estado por parte del régimen, así como el acoso a los activistas disidentes por parte del aparato represivo y la negativa por parte de las autoridades a permitir que la oposición accediera a la radio (el principal medio de comunicación nacional ante el alto índice de analfabetismo). A pesar de estas restricciones, la votación tuvo lugar con normalidad el 14 de junio de 1993 y la opción multipartidista obtuvo una sólida victoria con el 64,69 % de los votos contra un 35,31 % del voto por la continuidad del unipartidismo. El voto estuvo sumamente dividido en términos regionales, con las áreas norte y sur volcándose masivamente al multipartidismo, mientras que el MCP logró retener con éxito su bastión en las áreas centrales más empobrecidas del país por un margen abrumador. La votación fue realmente competitiva solo en unas pocas áreas. Aunque la mayoría de los grupos de observación determinaron que el referéndum no había sido «completamente libre y justo», dieron por válido su resultado.

### Operación Bwezani
La sólida victoria del multipartidismo envalentonó a sectores del Estado, en particular las fuerzas del orden público y el Ejército (los cuales resentían el control policial de organizaciones como los MYP) a mostrar una actitud autónoma respecto al régimen de Banda. Para 1992, se estimaba que los MYP tenían 6.000 miembros armados con relativo entrenamiento militar y fuertemente adoctrinados para preservar el régimen unipartidista, contando además con el apoyo de unos 45.000 informantes o integrantes de apoyo. Entre junio y diciembre de 1993, el Ejército inició un programa de desarme de los Jóvenes Pioneros, pero un sector de estos se negó a entregar las armas al Estado. Ante la creciente negativa del régimen de Banda para ceder el control ejecutivo del país, el Ejército bajo el mando del general Manken Chigawa lanzó la Operación Bwezani («Devolución» o «Retorno») que desarmó violentamente a los Jóvenes Pioneros y estableció a las Fuerzas Armadas como el epicentro del poder en el país, privando definitivamente a la dictadura de cualquier margen de maniobra para reprimir la democratización. A pesar de los temores de un golpe militar que desbaratara la transición, el Ejército se limitó a desmantelar el aparato represivo de la dictadura y garantizó la conformación de un «Consejo Consultivo Nacional», el cual estaría compuesto por representantes de los siete partidos políticos que habían obtenido registro legal hasta el momento.
En las semanas previas y posteriores al referéndum, el clima de relativa tolerancia a la disidencia provocado por el diálogo comenzó a traducirse en un aumento progresivo de la libertad de prensa. Por primera vez, los periodistas informaban sobre temas que antes se consideraban tabú. Más de veinte periódicos independientes, todos ellos a menudo muy críticos con el gobierno en general y con Banda en particular, habían proliferado en el nuevo clima. El sistema judicial, que había perdido credibilidad debido a las intervenciones del presidente y algunos de sus colegas del gabinete, también recuperó parte de su prestigio y muchos magistrados comenzaron a operar con mayor independencia de las autoridades. Aunque Banda fue mantenido como presidente y la Asamblea Nacional de 1992 se mantuvo operativa, estarían obligados a ejecutar las decisiones del Consejo Consultivo Nacional, entregando al organismo transicional el control de facto del país. El Consejo emitió el 15 de diciembre de 1993 una normativa destituyendo a Banda del puesto de «presidente vitalicio» y convocando a elecciones generales directas para la presidencia y la Asamblea Nacional para mayo de 1994.

## Organización de la transición democrática

### Consejo Consultivo Nacional
Aunque Banda reconoció los resultados del referéndum y se comprometió a encarar una transición democrática, la oposición exigió su renuncia (así como la disolución de la Asamblea Nacional completamente controlada por el MCP) y la formación de un gobierno interino que administrara la transición. Banda rechazó renunciar, pero las negociaciones en el Comité Presidencial para el Diálogo y el Comité de Asuntos Públicos a lo largo de las semanas posteriores a la votación resultaron en la creación de numerosas estructuras y procedimientos que impedirían que el régimen trastocara el proceso electoral. Aunque sectores de la oposición y la observación internacional determinaron que estas estructuras eran demasiado amplias y complejas (dando al régimen un cierto margen para influir en la transición explotando las divisiones entre los diferentes grupos de la oposición), de todas formas se erigieron como una versión «diluida» del gobierno interino exigido y garantizaron la liberalización de las instituciones malauíes en el período previo a las elecciones.
El proceso fue en gran medida lento, debido a que la mayor parte de la legislación del país se había diseñado específicamente para un estado de partido único. El 30 de noviembre de 1993, se sancionó una normativa que estableció el «Consejo Consultivo Nacional» (National Consultative Council o NCC por sus siglas en inglés), conformado por un representante de los siete partidos políticos que desde la apertura política entonces gozaban de registro legal además del MCP: el UDF, la AFORD, el Congreso para la Segunda República, el Frente Unido para la Democracia Multipartidista, el Partido Democrático de Malaui, el Partido Nacional Democrático de Malaui y la Unión Democrática de Malaui. De acuerdo con su marco regulatorio, el Consejo tendría por función principal: participar en la formulación de políticas y en la iniciativa de medidas legislativas necesarias para la transición, iniciar todas las reformas a la Constitución que fueran necesarias para facilitar la transición a las primeras elecciones generales multipartidistas, elaborar el proyecto de una nueva ley electoral adecuada a un sistema político multipartidista (la cual debía ser aprobada por el Parlamento), revisar una ley que regulara el registro de los partidos políticos, elaborar el proyecto de una nueva Constitución adecuada a un sistema político multipartidista que entraría en vigor inmediatamente después de las elecciones, y elaborar un proyecto de «Carta de Derechos» que podría o bien formar parte de la nueva constitución o bien regir como documento separado. En la práctica, el NCC asumió prerrogativas casi de veto sobre los poderes de Banda y la Asamblea Nacional, reduciendo considerablemente el poder del presidente y el posible margen de maniobra del régimen para sabotear la transición.
La Ley del NNC creó también el «Comité Ejecutivo Nacional» (NEC), compuesto por dos representantes designados por cada partido político representado en el NCC. El trabajo del NEC sería supervisar la implementación de las políticas liberalizadoras durante la transición, recibir informes del gobierno sobre su desarrollo, supervisar las actividades de todos los cargos públicos que influyeron en la gestión, consultar con el Gabinete sobre cualquier medida relacionada con la transición que debiera adoptarse para su gestión, poner en conocimiento del gabinete, para su corrección, cualquier abuso de autoridad política, finanzas públicas o propiedad en el Gobierno o en cualquier organismo oficial con fines de campaña o lucro político, supervisar la aplicación por parte del gobierno de la legislación relativa a la transición y supervisar las actividades de la Corporación de Radiodifusión de Malaui para garantizar un acceso y una cobertura equitativos y justos a las actividades de todos los partidos políticos en general y, en particular, en relación con sus campañas para las elecciones generales. Si bien Banda y su gabinete continuaron existiendo y nominalmente ejecutando las políticas gubernamentales, algunos reportes consideraron que el NEC ejerció como un «gabinete en la sombra».

### Comisión Electoral de Malaui
Las elecciones fueron administradas por la recién creada Comisión Electoral de Malaui (MEC), organismo independiente que sería designado por el presidente con la venia de la Asamblea Nacional. De cara a las elecciones de 1994, se resolvió que el presidente designaría a los integrantes siguiendo el consejo del NEC y el NCC. Los miembros de la Comisión Electoral debían reflejar una representación equilibrada de los partidos políticos entonces registrados, no podían ser ministros, secretarios parlamentarios, miembros de la Asamblea Nacional o funcionario públicos. Inicialmente, su mandato sería de cuatro años. La Comisión tendría a su cargo la potestad de determinar el número de circunscripciones electorales para las elecciones parlamentarias y llevar a cabo o supervisar la demarcación de los límites de las circunscripciones; organizar y dirigir el registro de votantes; elaborar y establecer los registros de votantes y las papeletas electorales; imprimir, distribuir y gestionar las papeletas electorales; aprobar y adquirir urnas electorales; establecer poner en funcionamiento los centros de votación; tomar medidas para garantizar que las elecciones se celebren en condiciones de completa libertad e imparcialidad; establecer las condiciones de seguridad necesarias para la celebración de las elecciones; promover la educación cívica de la ciudadanía sobre las elecciones y «velar por el cumplimiento de la Ley y, en general, adoptar las medidas necesarias para garantizar que las elecciones sean libres y justas».
La MEC reemplazó a la Comisión que había administrado el referéndum de 1993. Aunque elogiada por su actitud relativamente equilibrada, la Comisión de Referéndum había enfrentado críticas de sectores opositores por su continuo rechazo a abordar las quejas sobre las irregularidades cometidas por el oficialismo durante la campaña y el proceso electoral, denunciando lo que encontraron como una actitud «pasiva» en lugar de «independiente». La nueva Comisión Electoral, compuesta por sectores designados por cada uno de los partidos registrados y aprobada por los organismos interinos, fue vista como mucho más autónoma en su accionar y directa para la resolución de conflictos. El ente fue presidido por Anastasia Msosa, primera mujer en llegar a ser jueza del Tribunal Supremo de Malaui con una destacada carrera judicial. Durante los períodos de registro electoral y la campaña, la MEC respondió en muchas ocasiones cuestionando los exabruptos institucionales cometidos por el oficialismo y sancionando la violaciones a la ley electoral. Los observadores internacionales elogiaron en gran medida el accionar del organismo, que se consideró determinante para garantizar que las elecciones fueran exitosas.

## Observación internacional
Al igual que el referéndum, las elecciones generales contaron con la amplia presencia de más de 300 observadores internacionales, así como del apoyo logístico de organizaciones internacionales y gobiernos extranjeros. El Grupo Conjunto de Observadores Internacionales (JIOG) de la ONU y el Grupo de Observadores de la Mancomunidad de Naciones se ocuparon de aglutinar y supervisar a los observadores para garantizar la cobertura de la mayor cantidad de centros de votación posibles. Además de la observación, la Fundación Internacional para Sistemas Electorales (IFES) llevó a cabo un proyecto de asistencia técnica para la Comisión Electoral de Malaui del 8 de enero al 21 de mayo de 1994. Originalmente concebido como tres componentes del proyecto de la Secretaría de Asistencia Electoral de las Naciones Unidas (UNEAS), la asistencia técnica se combinó con una delegación internacional de observadores que supervisó el proceso de registro y se unió al Grupo Conjunto de Observadores Internacionales (JIOG), compuesto por 300 miembros, para las elecciones de mayo.
En general, los grupos de observación electoral coincidieron en que las elecciones se vieron empañadas por numerosas irregularidades y violaciones a la ley electoral, pero que la administración por parte de la MEC había sido eficiente, los comicios se habían desarrollado satisfactoriamente y que el resultado era «una expresión creíble de la voluntad del pueblo malauí».

## Sistema electoral
Las elecciones se realizaron bajo la constitución de 1966, con algunas modificaciones y reformas para garantizar la realización de elecciones multipartidistas y la previsión de un marco para la entrada en vigor de una nueva constitución después de los comicios. La legislación electoral que rigió para los comicios fue la Ley de Elecciones Presidenciales y Parlamentarias adoptada por el Consejo Consultivo Nacional en diciembre de 1993. De acuerdo con el marco legal vigente, Malaui es una república presidencial. El presidente es el jefe de Estado y jefe de gobierno elegido por voto popular y directo para un mandato de cinco años. La constitución que entraría en vigor al año siguiente le impondría un límite de dos mandatos. Se dispuso también la existencia de un vicepresidente, elegido en fórmula única junto con el presidente. La fórmula más votada el día de las elecciones resultaría automáticamente electa, independientemente de su número de votos. En caso de formar un gobierno de coalición, el presidente tendría la opción de nombrar un segundo vicepresidente, que debía pertenecer a un partido diferente.
Los requisitos constitucionales para presentar una candidatura presidencial son ser un ciudadano malauí (por nacimiento o ascendencia) y ser mayor de treinta años. Asimismo, no podrían postularse personas declaradas mentalmente insanas, declarados en bancarrota, haber sido declarados convictos por un crimen que involucrara inhabilidad moral o deshonestidad en los anteriores siete años, deberle lealtad a un Estado extranjero, ejercer cualquier otra función pública (aunque podrían renunciar para presentarse), ser miembro activo de la policía o el Ejército o haber sido condenado por estar implicado en irregularidades electorales. Asimismo, los requisitos para registrarse como candidato implicaban reunir las firmas de al menos diez electores registrados en cada distrito del país, junto con documentación de su ciudadanía malauí. Un candidato podía ser apoyado por un partido político o presentarse como independiente. En este último caso, sus formularios debían contener un símbolo único que lo representaría en la boleta electoral. Los formularios también debían registrar la persona seleccionada por el candidato para ejercer como compañero de fórmula.
Por su parte, la Asamblea Nacional unicameral, sede del poder legislativo del país, fue elegida mediante un sistema de escrutinio mayoritario uninominal derivado del modelo Westminster, que ya se había utilizado desde la independencia. El país se vería dividido en tantas circunscripciones como número de escaños a cubrir, y cada una de estas circunscripciones sería representada por un miembro del parlamento elegido directamente por simple mayoría de votos. Para ser candidato a miembro de la Asamblea Nacional, los requisitos eran ser ciudadano malauí mayor de veintiún años con un dominio lo suficientemente competente del idioma inglés para tomar parte en los procedimientos parlamentarios. Los candidatos solo podrían presentarse en la circunscripción en la que hubieran nacido, en la que tuvieran su residencia fija o en la que estuviera localizado su lugar de trabajo. Los aspirantes a candidatos debían presentar el día de la nominación el respaldo por escrito de al menos diez electores registrados en la circunscripción que pensaba disputar, así como un depósito monetario de una suma fijada por la Comisión Electoral. Si el candidato no lograba superar el 5 % de los votos en la circunscripción, su depósito sería entregado al Estado. Si superaba el umbral, le sería reembolsado.
Todos los ciudadanos malauíes mayores de dieciocho años con residencia permanente en el país tendrían derecho a voto. Una reforma a la legislación electoral impulsada desde el Consejo Consultivo Nacional y la Comisión Electoral resultó en que se aboliera la prohibición de votar a los integrantes de las fuerzas de seguridad (militares y policías). Esta cuestión fue objeto de debate entre las fuerzas políticas y enfrentó considerables problemas durante el proceso de registro, cuando las autoridades policiales buscaron impedir que sus oficiales se empadronaran para votar.

## Definición de candidatos

### Partido del Congreso de Malaui

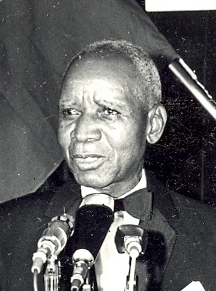
Banda resolvió presentarse como candidato del MCP pese a su edad avanzada.

En el momento del comienzo de la transición democrática, el liderazgo de Banda sobre el Partido del Congreso de Malaui (y sobre el mismo gobierno en general) comenzó a verse cuestionado por diversos factores. Debido a su edad avanzada (oficialmente contaba con 95 años para 1993), hubo rumores constantes sobre su incapacidad o senilidad, con denuncias de que durante los últimos años del régimen había comenzado a distanciarse cada vez más de atender los asuntos cotidianos. Después de Banda, gran parte de la política cotidiana había estado dominada por John Tembo, por muchos años Gobernador del Banco de Reserva, y su sobrina Cecilia Kadzamira (que recibió el título de «Anfitriona Oficial» similar al de una Primera Dama). Durante la década de 1980, Tembo había jugado un papel importante en las continuas purgas del régimen que habían marginado a muchos de sus oponentes internos (varios de los cuales más tarde pasarían a las filas de la oposición). Durante los primeros años de la década de 1990, Kadzamira intentó contribuir a consolidar el poder de Tembo buscando convencer a Banda de designarlo como su sucesor al frente del partido, sin éxito. A pesar del continuo deterioro en la salud de Banda en 1992 (incluyendo su necesidad de someterse a una cirugía en el cerebro en Sudáfrica), el dictador recuperó gran parte de su iniciativa política luego de la comparecencia pública en la que anunció la convocatoria al referéndum. Pese a los informes contradictorios sobre su estado de salud, múltiples observadores extranjeros que se entrevistaron con él durante la preparación de las votaciones de 1993 y 1994 determinaron que se había mostrado lúcido, y que su participación política era activa. Algunos analistas consideran que los debate sobre la idoneidad de Banda respondieron a un intento de desligarlo de las atrocidades del régimen, que fueron cada vez más atribuidas a Kadzamira y Tembo.
Inmediatamente después de la derrota en el referéndum, la élite política que controlaba el MCP comenzó a estudiar el panorama para enfrentar el camino que tomaría el partido bajo un régimen democrático. Buscó establecerse como un «partido reformado» que abrazaba la transición democrática, al tiempo que defendía un legado basado en la unidad nacional y la estabilidad. Los periódicos vinculados al MCP comenzaron a publicar artículos en los que «agradecían» eventos como la carta pastoral de los obispos por «haber conducido al MCP a la reforma». El partido dedicó los últimos meses del año 1993 a intentar limpiar su imagen buscando contribuir al desmantelamiento de los Jóvenes Pioneros, promoviendo su eventual integración al ejército o disolución. Sin embargo, el MCP todavía era muy dependiente del liderazgo personalista de Banda y, fuera de su sólida base en la región Central demostrada en el referéndum, corría el riesgo de convertirse en un partido étnicamente aislado y colapsar en las elecciones. Banda no mostraba tampoco disposición de retirarse y, aunque ya no era presidente vitalicio del país, todavía seguía siendo presidente vitalicio del partido y gran parte de su estructura interna estaba sometida a un control estricto. Frente a la necesidad de evitar verse envuelto en un conflicto de sucesión, el MCP resolvió presentar a Banda como candidato a la reelección.
El período posterior al referéndum vio la liberación de numerosos presos políticos que habían formado parte del MCP solo para caer en desgracia durante las décadas anteriores. Destacó el caso de Gwanda Chakuamba, que había sido comandante de los Jóvenes Pioneros de Malaui entre 1964 y 1980. Visto como el principal referente juvenil del partido único, había ocupado varias posiciones en el gabinete. Sin embargo, un conflicto con John Tembo a partir de 1980 motivó su destitución y encarcelamiento, acusado de intentar asesinar a Banda. Chakuamba fue liberado después del referéndum en 1993. Aunque se había unido al UDF y había comenzado a hacer campaña por la candidatura presidencial de Bakili Muluzi, Chakuamba se desencantó con la estructura interna del partido y desertó a los pocos meses, decidiendo en su lugar volver al MCP. Considerado uno de los pocos dirigentes antiguos del partido menos impopulares en ese momento, fue directamente designado Secretario General y, durante la cirugía de Banda, se le permitió asumir la directiva del Consejo Presidencial que gobernó interinamente el país. El 13 de febrero de 1994, el MCP confirmó oficialmente la candidatura de Banda a la reelección y se anunció de forma sorpresiva que Chakuamba sería su compañero de fórmula, contradiciendo la creencia generalizada de que el candidato a vicepresidente sería Tembo.
Los motivos para la decisión de Chakuamba de retornar al MCP y aceptar ser compañero de fórmula de Banda son objeto de debate. En el momento, los medios de comunicación vinculados a la oposición (principalmente los ligados al UDF) vilipendiaron a Chakuamba como un traidor, acusándolo de haber sido «comprado» para volver al MCP a pesar de haber pasado más de una década encarcelado por su régimen, acusación que fue negada por Chakuamba. En general, los analistas políticos locales consideran que Chakuamba abandonó el UDF por la negativa de este a darle una posición de mayor poder en una estructura dominada por otros sureños con los qué competir, mientras que su retorno al MCP le garantizaba asumir el «liderazgo sureño» del partido, convirtiéndolo en un activo invaluable para Banda. Por su parte, la decisión de Banda de elegir a Chakuamba (que había estado encarcelado por muchos años y solo había retornado al partido el año anterior) por delante de Tembo (mano derecha de Banda durante décadas y considerado el segundo hombre más poderoso del país) respondió principalmente a cuestiones geográficas. Tembo provenía de Lilongüe y estaba fuertemente identificado con los bastiones del MCP en la región Central de habla chewa, mientras que Chakuamba era oriundo del distrito de Nsanje, en la región Sur. El liderazgo del MCP estaba consciente de que necesitaría sumar algunos fuera de su bastión para ganar las elecciones y ante la prácticamente nula posibilidad de disputar el Norte (donde se esperaba que la AFORD dominase por completo la votación), esperaban que el origen sureño de Chakuamba les diera posibilidades de disputarle el Sur al UDF.
Mientras que Chakuamba (al igual que Muluzi) podía presumir credenciales de haber formado parte de la oposición al régimen unipartidista, muchos malauíes que todavía admiraban a Banda como líder político fundacional del país detestaban profundamente a Tembo, quien era visto como el cerebro detrás de las violaciones a los derechos humanos y el mal desempeño económico del país. Pese a la reconciliación provisional entre Tembo y Chakuamba, destacando una entrevista en la que Chakuamba llegó a declarar que «nunca habían sido enemigos», su continua rivalidad y lucha por el control del MCP caracterizaría el tránsito político del partido durante las primeras etapas del régimen democrático entre 1994 y 2009, jugando un papel trascendental en impedir que el antiguo partido único retornara al poder hasta la llegada de Lazarus Chakwera a su liderazgo, muchos años más tarde.

### Frente Democrático Unido
Fundado en octubre de 1992, el Frente Democrático Unido se había perfilado desde antes del referéndum como una de las principales fuerzas de la oposición. Buena parte de su membresía residía en sectores disidentes del funcionariado del régimen del MCP, y algunos de estos habían ocupado cargos importantes en el régimen en años anteriores. Asimismo, su principal apoyo se concentraba en la región Sur, epicentro de la actividad industrial y área más poblada del país por contener las ciudades de Blantire y Zomba (sede del Parlamento malauí). El líder del partido era Bakili Muluzi, hombre de negocios de etnia yao oriundo del Sur que había ocupado cargos políticos en el MCP hasta llegar a ser su Secretario General, posición de la que había sido despedido a principios de la década de 1980. Muluzi aseguraba haber renunciado a sus cargos en el MCP por su descontento con el régimen de partido único, la negativa de su directiva a discutir el multipartidismo y su deseo de iniciar una carrera en el sector privado, pero durante la campaña del referéndum el MCP declaró que Muluzi había sido destituido bajo acusaciones de corrupción, pese a lo cual no había sido arrestado. Muluzi se había convertido en un empresario poderoso como dueño de Ntaja Investments, empresa dedicada principalmente al transporte y las propiedades, y también por su control de la distribución de azúcar en el país, lo que le había permitido construir una sólida posición en la élite económica.
A pesar de que la abrumadora mayoría de la membresía del partido era sureña, Muluzi buscó una directiva equilibrada y fue secundado por dos vicepresidentes, uno de la Región Central (Justin Malewezi) y otro de la Región Norte (Aleke Banda). Un antiguo dirigente de los Jóvenes Pioneros de Malaui que había pasado un largo tiempo en prisión tras su caída en desgracia, Aleke Banda era visto por muchos como «el cerebro detrás de la creación del UDF», pero en los primeros años posteriores a la creación del partido comenzó a ser marginado por los poderosos dirigentes sureños, destacando Joseph Kubwalo y Brown Mpinganjira (quienes ejercían una amplia influencia sobre Muluzi).
La candidatura presidencial de Muluzi nunca estuvo realmente en duda, pero la definición de candidaturas parlamentarias fue tensa y compleja. Aunque era norteño, Aleke Banda era profundamente impopular en su región de origen por su papel en un incidente de represión a los Testigos de Jehová durante la dictadura. Por tal motivo, solicitó que se le permitiera disputar el escaño parlamentario de Namiwawa (circunscripción urbana de Blantire). Sin embargo, el congreso del UDF a finales de 1993 determinó que los candidatos parlamentarios debían ser originarios de la región que disputarían. Esta decisión forzó a Banda a disputar su circunscripción de origen en Nkhata Bay, donde enfrentaría una derrota segura ante la AFORD. Si bien la normativa buscaba impulsar el crecimiento del partido por afuera del Sur (logrando efectivamente que la formación fuera el único partido aparte del MCP que disputó las 177 circunscripciones parlamentarias), en la práctica terminó garantizando a los sureños el control de las principales posiciones de poder.
En el marco de la fuerte impopularidad del MCP, la posición cada vez más restringida de la AFORD a la región Norte y el fracaso de las conversaciones con Chihana para concurrir juntos a los comicios, el período previo a las elecciones vio a Muluzi buscar una coalición con los partidos minoritarios y grupos de malauíes exiliados. A pesar de que estas alianzas representaban un beneficio electoral muy escaso, contribuían a la narrativa de «un partido nacional amplio» que Muluzi buscaba construir de cara a las elecciones. No obstante, estos acercamientos implicaron una serie de fricciones internas dentro del UDF debido a que provocó que dirigentes de alto perfil se vieran marginados de posiciones secundarias en beneficio de estos partidos. La coalición resultante, que agrupaba a varios de los partidos registrados, obtuvo el nombre de «Grupo Electoral Común» y respaldó la candidatura presidencial de Muluzi, pero cada partido presentó candidaturas parlamentarias separadas. Asumiendo la imposibilidad de disputar el voto norteño a la AFORD, Muluzi decidió centrar la ampliación territorial en disputarle la región Central al MCP y designó a Malewezi (servidor público de la región Central) como su compañero de fórmula.

### Alianza por la Democracia
La Alianza por la Democracia (AFORD) se había establecido como una de las primeras articulaciones de la oposición al régimen del MCP durante la primera mitad del año 1992, en el marco de las protestas impulsadas por el líder sindical Chakufwa Chihana. La detención de Chihana lo había convertido en un mártir de la democracia ante los ojos de varios sectores en el momento de las protestas y en general el clima político se consideraba favorable para su candidatura presidencial. El partido fue establecido como grupo de interés especial y colaboró con el UDF de cara al referéndum de 1993. Sin embargo, luego de la victoria del multipartidismo y la legalización de los partidos políticos, Chihana comenzó a verse cada vez más presionado políticamente por las dificultades para ampliar la presencia de sus partidarios más allá del relativamente despoblado Norte del país, región en la que la AFORD era predominante. Pese a su popularidad entre la intelectualidad norteña del país, que le permitió dominar el panorama de los nuevos medios de comunicación establecidos durante la liberalización, la AFORD afrontó las dificultades territoriales de ser muy débil en las regiones Central y Sur (depositarias de la gran mayoría de la población), así como la disparidad económica con el MCP (que controlaba los recursos del Estado) y el UDF (que gozaba del apoyo financiero de la clase empresarial sureña). A medida que se acercaban las elecciones, el régimen buscó explotar las divisiones entre la AFORD y la UDF con el objetivo de que la oposición concurriera dividida a las elecciones, dándole una última posibilidad de ganar.
Chihana confirmó su candidatura presidencial prácticamente desde el anuncio de las elecciones. Desde un principio, sectores de la oposición pujaron por una negociación entre la AFORD y el UDF para que la oposición concurriera unida a las elecciones. Si bien tanto Chihana como Muluzi se mostraron de acuerdo en discutir la posibilidad, finalmente la relación se volvió insostenible. Las principales disputas provinieron de los debates constitucionales en torno al sistema de elección presidencial y la discusión para la redistribución de las circunscripciones electorales para la Asamblea Nacional. Los periódicos de ambos partidos, que durante el referéndum había discutido casi exclusivamente temas históricos vinculados a la represión del régimen del MCP, comenzaron a atacar sistemáticamente a los dirigentes del otro partido opositor. Finalmente, la AFORD resolvió competir en solitario, pero continuó enfrentando dificultades al punto de no poder disputar la totalidad de las circunscripciones parlamentarias e incluso afrontando serios obstáculos para cumplir los requisitos para que Chihana se registrara como candidato (lo que implicó el fracaso para reunir al menos las diez firmas de electores registrados en los distritos centrales y norteños).
La decisión de Chihana de competir a pesar de que para entonces había una fuerte consciencia de sus escasas posibilidades de triunfo fue duramente criticada por grupos opositores, incluso algunos miembros de la AFORD que promovían que fuera compañero de fórmula de Muluzi. La intransigencia de Chihana, combinada con la consolidación casi total del dominio de la AFORD en el Norte, implicó un severo aislamiento político para dicha región. Ni el UDF ni el MCP hicieron grandes esfuerzos por disputar los distritos y circunscripciones norteñas y muchas posiciones de poder se restringieron al Centro y el Sur.

## Registro electoral
El registro de votantes tuvo lugar desde el 21 de febrero hasta el 12 de marzo de 1994. El proceso de registro electoral se consideró un punto crítico de la organización de las elecciones y se vio seriamente comprometido por una baja participación inicial respecto al referéndum del año anterior, en el que el registro había sido masivo. Los observadores internacionales y expertos locales postularon una serie de motivaciones para la baja participación inicial, desde una creciente apatía entre algunos votantes por la proliferación de partidos políticos sin ideología definida, basados exclusivamente en los intereses regionales y con un fuerte componente hegemónico (además de la presencia de antiguos integrantes del MCP en cada uno de ellos) hasta problemáticas administrativas y escaso progreso de los programas de educación cívica tardíamente iniciados. Inicialmente, el registro enfrentó la falta de infraestructura y en varios centros de registro se reportó faltante de material. Aunque muchos de los trabajadores electorales eran maestros locales que ya habían adquirido experiencia con el referéndum, era evidente que no habían recibido suficiente capacitación.
A lo largo del período de registro, se hizo evidente que la decisión de permitir que los integrantes de las fuerzas de seguridad había provocado fricciones en el seno de las Fuerzas Armadas. El Ministerio de Defensa (aún controlado por el MCP) declaró que su posición era que registrarse como votante era incompatible con los términos del servicio militar (lo que resultó en que muchos militares decidieran no registrarse para no enfrentar una baja deshonrosa, a pesar de que la Comisión Electoral y el Ministerio habían llegado tardíamente a un acuerdo al respecto), mientras que el Inspector General de Policía emitió una orden que prohibía el registro de agentes de policía como votantes. Aunque esta orden fue declarada ilegal por la Comisión Electoral, el daño ya estaba hecho y hubo muy poca evidencia de que los miembros de la Fuerza Policial se registraran, a pesar de las disposiciones especiales de la Comisión Electoral para que se registraran después del cierre oficial del proceso de registro.
Durante la última etapa, se hicieron públicas numerosas denuncias de intimidación e irregularidades. Se reportó el uso de "bailarines Nyau" (bailarines tradicionales de la región Central armados con lanzas y machetes) para intimidar a posibles votantes, así como casos de agresión y soborno a votantes potenciales por parte de líderes tradicionales (jefes y caciques) que actuaban a instancias del MCP. En varios casos, el MCP habría utilizado a los jefes como "monitores". Ministros y parlamentarios presuntamente abusaron de sus cargos y se alegó que varios de ellos manipularon a los funcionarios y al aparato de la administración pública en su intento de fomentar la intimidación y el acoso. En el caso de votantes ya registrados, se denunció que algunos líderes tradicionales habían confiscado sus documentos de registro o los habían obligado a venderlos. Hubo también informes de que varias personas se negaron a registrarse hasta que el gobierno les proporcionó maíz para combatir la hambruna, como supuestamente se les había prometido. Los observadores internacionales reportaron que la Comisión Electoral intentó combatir las irregularidades con firmeza y decisión, destituyendo funcionarios electorales tras demostrarse su participación en prácticas corruptas y emitiendo denuncias penales en contra de los implicados. Sin embargo, la Comisión tuvo que afrontar la escasa disposición de las autoridades policiales y judiciales para intervenir a su favor. Para el día de las elecciones, muy pocos de los denunciados por prácticas electorales corruptas habían sido debidamente procesados. Aunque la Comisión contrató abogados privados para llevar estos casos a juicio, en gran medida los delitos electorales permanecieron impunes y la respuesta policial fue prácticamente nula, aún en casos de resolución sencilla.
En parte como consecuencia de la apatía partidaria desde el referéndum y la actitud de las fuerzas de seguridad, el registro electoral sufrió una considerable caída respecto al año anterior. De un padrón de 4,699,527 electores registrados se pasó a tener uno de 3,775,256. Casi un millón de personas que se habían registrado para votar en el referéndum no se registraron para votar en las elecciones generales.

## Nominación de candidatos
La Comisión Electoral había fijado el 25 de marzo como fecha para que los candidatos nominados por los partidos políticos presentaran sus candidaturas ante las autoridades. Si bien la Comisión comunicó la fecha al Consejo Consultivo Nacional y a todos los partidos con dos meses de antelación, e incluso la publicó en la Gaceta Oficial, no fue posible presentar todas las nominaciones a tiempo. El Consejo solicitó a la Comisión que retrasara la impresión de las actas de nominación, ya que estaban pendientes ciertas enmiendas a la ley electoral. La disponibilidad de última hora de las actas de nominación causó dificultades a algunos candidatos y sus partidos. Por ejemplo, los candidatos presidenciales solo tuvieron 48 horas para presentar sus actas, que requerían diez firmas de cada distrito. En consecuencia, la Comisión se vio obligada a aceptar las nominaciones después de la fecha señalada. Finalmente, cuatro candidatos presidenciales lograron presentarse: Hastings Kamuzu Banda, Bakili Muluzi, Chakufwa Chihana y Kamlepo Kalua.

## Campaña
Desde la proclamación de los candidatos, la campaña electoral (precedida por una tensa precampaña) fue en gran medida pacífica, pero salpicada por tensos intercambios entre los partidos y enfrentamientos discursivos. La abolición de la gran mayoría de las leyes represivas del período dictatorial garantizaron un discurso político mucho más vibrante que en la campaña del referéndum de 1993 y los partidos tuvieron un acceso relativamente equilibrado a los medios de comunicación, así como la posibilidad de realizar concentraciones y eventos de campaña. Sin embargo, se reportó que los partidos en general carecieron de un programa ideológico definido o de propuestas concretas para abordar las problemáticas del país. En su lugar, los candidatos presidenciales y parlamentarios apelaron a los sentimientos regionales, tribales o étnicos para garantizarse sólidas bases de apoyo, y luego recurrieron a intercambiar acusaciones cruzadas entre sus oponentes. En principio, la mayoría de los partidos de la oposición habían coincidido en atacar al MCP, pero con el gobierno del país en disputa comenzaron a atacarse mucho más entre ellos. Los motivos para esta falta de debate ideológico, además de la primacía de los clivajes regionales, eran la percepción de falta de opciones en otros posibles temas de debate. A pesar del malestar laboral provocado por el aumento de precios y la amenaza al empleo ante la reducción de los sectores privado y público, ni el UDF ni la AFORD cuestionaron la liberalización económica que el régimen del MCP había impulsado durante los dos años anteriores simplemente porque esta se realizaba bajo la presión de los donantes internacionales.
El MCP centró su discurso en defender el legado político del partido durante el largo régimen unipartidista mientras buscaba abrazar una postura reformista. La intervención del propio Banda fue muy limitada, en gran medida debido a su edad y mal estado de salud, y la campaña del MCP estuvo controlada por Chakuamba, visto ahora como el principal candidato a su sucesión. La mejor esperanza del partido gobernante era continuar sus esfuerzos para dividir a la oposición y luego negociar una coalición postelectoral con la AFORD o el UDF. Con el fin de preservar su apoyo en la región Central y retener el respaldo mayoritario de los chewa, Banda y el MCP lanzaron una campaña abiertamente regionalista y tribalista contra la oposición. Esta estrategia presentó a los partidos de la oposición como meros representantes de los no chewa, como los tonga, tumbuka, ngoni, yao y sena. La amnistía general del gobierno del MCP para los exiliados, emitida poco después del referéndum, se había basado claramente en la esperanza de que los políticos exiliados que regresaban fomentaran una mayor fragmentación en la oposición.
Por su parte, el UDF hizo campaña con un discurso parcialmente liberal y parcialmente populista. Muluzi destacó su experiencia en la gestión pública dentro del régimen del MCP y su posterior papel en el sector privado, buscando establecer un perfil «técnico» y levantar la idea de que su partido era el más adecuado para gestionar Malaui más allá de limitarse al cambio político. Atribuyó su fuerte presencia en el Sur al hecho de que «la gente lo conocía». Aunque prometió recortar el gasto público y continuar con la liberalización económica, Muluzi prometió aumentar el gasto social y proporcionar educación primaria gratuita y universal, así como el retorno de la migración laboral a Sudáfrica. Aunque sus promesas fueron vistas como «más aspiracionales que concretas», fue el único candidato que realizó propuestas reales. Por lo demás, la esencia de la campaña de la oposición era que era hora de un cambio, que el gobierno del MCP no había cumplido con los objetivos y que el país necesitaba un nuevo impulso. Muluzi criticó el tribalismo excesivo del MCP, resaltando el ejemplo del genocidio de Ruanda como una demostración de a lo que podía conducir la fragmentación tribal, y convocó a la constitución de un gobierno de unidad nacional.
Chihana ignoró los llamados a su partido para colaborar con la UDF para derrocar al régimen de Banda, convencido de que podía ganar por sí solo. Argumentó que la AFORD era un partido suficientemente fuerte y que tenía una imagen limpia. Sin embargo, le costó mucho traducir esta imagen en apoyo popular, y su negativa a colaborar con otros partidos debilitó su margen de maniobra. La base de apoyo de la AFORD en el norte se nutría de la tradición intelectual y disidente de esa región, en contraste con la tradición comercial del sur, y la reticencia de Chihana a abordar los problemas sociales y económicos dificultó la ampliación de esa base. El principal activo para el partido según sus propios partidarios era su aparente carácter como el único partido político cuyos candidatos y dirigencia no tenían vinculación pasada con el MCP. Si bien esto no era del todo cierto (algunos antiguos militantes del MCP en el norte ocuparon posiciones de base en la AFORD), la gran mayoría de sus figuras vinculadas al antiguo régimen eran de perfil bajo. A medida que se acercaba la elección, Chihana buscó centrar el discurso de su campaña en resaltar las inconductas de sus oponentes. En principio comenzó atacando al MCP, pero conforme se hacía evidente la primacía electoral del UDF, los periódicos vinculados a la AFORD comenzaron a atacar casi unánimemente a Muluzi, mientras que relajó considerablemente su retórica para con el MCP. El discurso agresivo y en ocasiones exagerado de Chihana (llegando a realizar algunas afirmaciones falsas sobre sus oponentes), así como la falta de fondos de la AFORD, debilitaron considerablemente al partido.
La campaña cerró el 15 de mayo. El 16 de mayo, víspera de las elecciones, la Asamblea Nacional saliente se reunió en una discreta sesión de emergencia para completar la formalidad de aprobar una nueva constitución (un documento provisional, sujeto a modificaciones durante el año siguiente). Además de permitir oficialmente la existencia de partidos de oposición, la constitución declaraba inconstitucionales varias de las leyes represivas restantes, incluidas las que permitían la detención sin juicio. Por la noche, Banda emitió un mensaje a la nación en el que convocó a la población a votar masivamente.

## Resultados

### Presidencia

#### Resultado general
Las elecciones resultaron en la victoria de Bakili Muluzi, candidato del Frente Democrático Unido (UDF), que obtuvo el 47,15 % de los votos válidamente emitidos y resultó electo presidente. Por su parte, el dictador Hastings Kamuzu Banda, del gobernante Partido del Congreso de Malaui (MCP), resultó derrotado la recibir el 33,44 % de los votos y obtener menos de un millón de sufragios absolutos. Chakufwa Chihana, de la Alianza por la Democracia (AFORD), logró el 18,89 % de los votos y Kamlepo Kalua, del Partido Democrático de Malaui (MDP), recibió el 2,04 % restante. En general, fuera del hecho de que la AFORD y el UDF se dividieron los votos obtenidos por la opción multipartidista, los resultados a nivel regional variaron poco respecto al referéndum del año anterior (tomando los votos del MCP como votos al unipartidismo y los del resto de los partidos como votos al multipartidismo). La participación fue del 80,56 % del electorado registrado.
La fragmentación regional de la elección fue absoluta e inauguró una cultura electoral basada primordialmente en la división Norte/Centro/Sur que predomina en Malaui hasta la actualidad. Los tres candidatos arrasaron en sus regiones de influencia. Esto implicó que hubiera muy pocos distritos realmente competitivos, a pesar de que ningún candidato obtuvo mayoría absoluta de votos a nivel nacional. Muluzi obtuvo el 78,04 % de los votos en la región Sur y ganó en todos sus distritos menos uno por márgenes abrumadores. El hecho de que el Sur fuera la región más poblada implicó que esto representara casi la mitad del voto popular y la ausencia de un sistema de segunda vuelta electoral le garantizó ganar la presidencia con facilidad. Sin embargo, esto también significó que su apoyo se viera casi completamente restringido a aquella región (que representó el 75 % de sus votos) y fuera disminuyendo hasta casi desaparecer en las áreas más alejadas. En la región Central del país Muluzi obtuvo solo el 27,79 % de los votos, solo ganó en dos distritos fuera del Sur y en el resto del país no logró obtener siquiera un tercio de los votos. En el Norte su apoyo fue casi nulo, no llegando al 5 % de los votos. De este modo, el voto a Muluzi varió de un abrumador 91,17 % en su natal distrito de Machinga (ubicado en el Sur) a un irrisorio 1,82 % en Chitipa (el distrito más septentrional del país).
Por su parte, Banda sufrió una dura derrota después de más de tres décadas de dominio político. No logró superar el millón de votos absolutos, sufriendo una hemorragia de 12.120 votos respecto al referéndum del año anterior. A pesar de este revés, logró retener el apoyo de poco más de un tercio del electorado y el MCP se consolidó por amplio margen como el partido representativo de la población chewa en el Distrito Central. En dicha región Banda obtuvo el 64,27 % de los votos, arrasando en todos los distritos menos en dos. Logró un sólido triunfo en Lilongüe, distrito que albergaba la capital del país, con un 71,66 % de las preferencias. Su porcentaje de votos más alto se dio en el distrito de Dowa, donde Banda consiguió un 80,51 % de los sufragios válidos. Asimismo, debido a su histórica presencia política y a la fuerte fragmentación del voto opositor entre el UDF y la AFORD, el MCP fue por mucho el partido «más nacionalizado» de la elección, logrando reunir al menos una base del 5 % de los votos en todos los distritos del país. Pese a ver su apoyo muy limitado al Centro del país (representando igualmente este tres cuartas partes de sus votos), Banda logró obtener algunos resultados competitivos en el Sur del país, que garantizaron al partido preservarse como la principal fuerza de la oposición al nuevo gobierno. El peor resultado para Banda fue en el distrito de Karonga, en la Región Norte, donde logró solo el 5,21 %.
Los esfuerzos de los partidos por ampliar su base fuera de sus regiones de influencia (en particular en la selección de compañeros de fórmula) fueron vistos como un fracaso, pero tanto el UDF como el MCP lograron ganar en los distritos de origen de sus candidatos a vicepresidente, siendo en ambos casos los únicos distritos que ganaron que no estaban en sus áreas de influencia y los únicos donde se volteó el resultado del referéndum. Fuera de la región Central, el UDF logró ganar solo en Ntcheu (considerado administrativamente como parte de la región Central pero cultural y étnicamente parte del Sur y que ya había votado al multipartidismo en el referéndum) y Salima (distrito de origen de Justin Malewezi en la región Central y que había sido uno de los distritos más competitivos en el referéndum). Este último fue el distrito más disputado de la elección, con Muluzi obteniendo el 47,73 % contra el 47,31 % de Banda. El MCP logró experimentar un considerable crecimiento en Nsanje (distrito natal de Chakuamba ubicado en el extremo sur del país y donde el multipartidismo había superado el 80 % de los votos en el referéndum), imponiéndose allí con un 52,89 %. Aunque presentaron candidaturas parlamentarias en todas sus circunscripciones, tanto el MCP como el UDF habían renunciado a toda posibilidad realista de disputarle la región Norte a la AFORD, lo que solo contribuyó a aislar al partido en dicha región. La AFORD ganó por un margen abrumador la totalidad de los distritos del Norte (en todos superando el 80 % de los votos) y obtuvo toda su representación parlamentaria disponible, pero fracasó rotundamente en asegurarse una base de votos importante en el resto del país (no superó el 20 % en ningún otro distrito), y la competencia se limitó al UDF y al MCP. Si bien el MCP logró obtener un mejor resultado al esperado en los distritos sureños, la abrumadora victoria del UDF y su aceptable desempeño en la región Central terminaron siendo determinantes para que Muluzi ganara las elecciones presidenciales por amplio margen.
|  | 47.15 % |

|  | 33.44 % |

|  | 18.89 % |

|  | 0.52 % |

|  | 97.97 % |

|  | 2.03 % |

|  | 100.00 % |

|  | 80.56 % |

#### Resultado por región y distrito
| Distrito                           | Muluzi (UDF) | Muluzi (UDF) | Banda (MCP) | Banda (MCP) | Chihana (AFORD) | Chihana (AFORD) | Kalua (MDP) | Kalua (MDP) | Votos válidos | Blanco/Nulos | Total/Registrados | Total/Registrados | Total/Registrados |
| Distrito                           | Votos        | %            | Votos       | %           | Votos           | %               | Votos       | %           | Votos válidos | Blanco/Nulos | Total/Registrados | Total/Registrados | Total/Registrados |
| ---------------------------------- | ------------ | ------------ | ----------- | ----------- | --------------- | --------------- | ----------- | ----------- | ------------- | ------------ | ----------------- | ----------------- | ----------------- |
| Dedza                              | 34,307       | 26.13%       | 93,488      | 71.21%      | 2,980           | 2.27%           | 503         | 0.39%       | 131,278       | 4,732        | 136,010           | 74.4%             | 182,812           |
| Dowa                               | 17,779       | 15.04%       | 95,178      | 80.51%      | 4,434           | 3.75%           | 834         | 0.70%       | 118,225       | 3,037        | 121,262           | 81.9%             | 148,090           |
| Kasungu                            | 21,749       | 15.13%       | 94,249      | 65.55%      | 27,186          | 18.91%          | 601         | 0.41%       | 143,785       | 2,947        | 146,732           | 81.3%             | 180,462           |
| Lilongüe                           | 77,509       | 20.22%       | 274,739     | 71.66%      | 29,856          | 7.79%           | 1,303       | 0.33%       | 383,407       | 8,159        | 391,566           | 85.6%             | 457,595           |
| Mchinji                            | 25,983       | 26.79%       | 67,452      | 69.54%      | 3,156           | 3.25%           | 412         | 0.42%       | 97,003        | 2,242        | 99,245            | 79.5%             | 124,806           |
| Nkhotakota                         | 27,526       | 37.85%       | 33,867      | 46.57%      | 11,056          | 15.20%          | 269         | 0.38%       | 72,718        | 1,737        | 74,455            | 84.8%             | 87,841            |
| Ntcheu                             | 69,801       | 71.97%       | 23,057      | 23.77%      | 3,543           | 3.65%           | 588         | 0.61%       | 96,989        | 2,485        | 99,474            | 76.6%             | 129,918           |
| Ntchisi                            | 13,561       | 30.87%       | 28,637      | 65.18%      | 1,516           | 3.45%           | 222         | 0.50%       | 43,936        | 1,566        | 45,502            | 80.0%             | 56,893            |
| Salima                             | 33,366       | 47.73%       | 33,072      | 47.31%      | 3,039           | 4.35%           | 429         | 0.61%       | 69,906        | 2,072        | 71,978            | 77.4%             | 92,950            |
| Central                            | 321,581      | 27.79%       | 743,739     | 64.27%      | 86,766          | 7.50%           | 5,161       | 0.44%       | 1,157,247     | 28,977       | 1,186,224         | 81.1%             | 1,461,367         |
| Chitipa                            | 828          | 1.82%        | 4,351       | 9.58%       | 40,098          | 88.26%          | 156         | 0.34%       | 45,433        | 528          | 45,961            | 86.0%             | 53,462            |
| Karonga                            | 2,023        | 2.89%        | 3,647       | 5.21%       | 64,121          | 91.55%          | 249         | 0.35%       | 70,040        | 1,470        | 71,510            | 84.6%             | 84,501            |
| Nkhata Bay                         | 4,993        | 8.45%        | 3,672       | 6.21%       | 50,053          | 84.68%          | 392         | 0.66%       | 59,110        | 932          | 60,042            | 83.3%             | 72,051            |
| Rumphi                             | 2,506        | 4.69%        | 2,981       | 5.58%       | 47,700          | 89.36%          | 193         | 0.37%       | 53,380        | 578          | 53,958            | 86.6%             | 62,273            |
| Mzimba                             | 10,487       | 4.50%        | 18,999      | 8.15%       | 202,865         | 87.02%          | 764         | 0.33%       | 233,115       | 2,833        | 235,948           | 86.5%             | 272,908           |
| Norte                              | 20,837       | 4.52%        | 33,650      | 7.30%       | 404,837         | 87.20%          | 1,754       | 0.98%       | 461,078       | 6,341        | 467,419           | 85.7%             | 545,195           |
| Blantire                           | 171,088      | 78.42%       | 28,682      | 13.15%      | 17,144          | 7.86%           | 1,241       | 0.57%       | 218,155       | 3,212        | 221,367           | 82.7%             | 267,599           |
| Chikwawa                           | 50,981       | 56.76%       | 34,615      | 38.54%      | 3,019           | 3.36%           | 1,207       | 1.34%       | 89,822        | 2,197        | 92,019            | 75.8%             | 121,318           |
| Chiradzulu                         | 60,372       | 89.05%       | 6,097       | 8.99%       | 1,045           | 1.54%           | 278         | 0.42%       | 67,792        | 1,337        | 69,129            | 70.0%             | 98,812            |
| Machinga                           | 195,082      | 91.17%       | 14,835      | 6.93%       | 3,244           | 1.52%           | 819         | 0.38%       | 213,980       | 4,184        | 218,164           | 84.3%             | 258,690           |
| Mangochi                           | 184,230      | 88.70%       | 17,911      | 7.50%       | 6,871           | 3.31%           | 1,038       | 0.49%       | 207,710       | 0            | 207,710           | 81.1%             | 256,162           |
| Mulanje                            | 109,975      | 66.71%       | 34,347      | 20.83%      | 19,495          | 11.83%          | 1,044       | 0.63%       | 164,861       | 5,733        | 170,594           | 66.4%             | 257,006           |
| Mwanza                             | 26,232       | 69.05%       | 9,550       | 25.14%      | 1,747           | 4.60%           | 461         | 1.21%       | 37,990        | 1,255        | 39,245            | 79.8%             | 49,192            |
| Nsanje                             | 23,891       | 42.61%       | 29,658      | 52.89%      | 1,607           | 2.87%           | 919         | 1.63%       | 56,075        | 1,968        | 58,043            | 81.4%             | 71,305            |
| Thyolo                             | 94,459       | 71.94%       | 26,095      | 19.87%      | 10,060          | 7.66%           | 693         | 0.53%       | 131,307       | 3,441        | 134,748           | 77.3%             | 174,357           |
| Zomba                              | 146,026      | 84.13%       | 19,514      | 11.24%      | 7,027           | 4.05%           | 1,009       | 0.58%       | 173,576       | 3,135        | 176,711           | 82.5%             | 214,253           |
| Sur                                | 1,062,336    | 78.04%       | 218,964     | 16.09%      | 71,259          | 5.23%           | 8,709       | 0.64%       | 1,361,268     | 26,462       | 1,387,730         | 78.5%             | 1,768,694         |
| Total                              | 1,404,754    | 47.15%       | 996,353     | 33.44%      | 562,862         | 18,89%          | 15,624      | 0.52%       | 2,979,593     | 61,780       | 3,041,373         | 80.6%             | 3,775,256         |
| Fuente: African Elections Database |              |              |             |             |                 |                 |             |             |               |              |                   |                   |                   |

### Asamblea Nacional

Resultado de las elecciones parlamentarias por circunscripción electoral.

#### Resultados generales
|  | 46.38 % |

|  | 33.69 % |

|  | 18.97 % |

|  | 0.33 % |

|  | 0.24 % |

|  | 0.10 % |

|  | 0.07 % |

|  | 0.01 % |

|  | 0.01 % |

|  | 97.58 % |

|  | 2.42 % |

|  | 100.00 % |

|  | 79.62 % |

## Consecuencias
Por la tarde del 19 de mayo, al hacerse públicos los primeros cómputos que confirmaron la irreversibilidad de la victoria de Muluzi, Banda se dirigió a la nación por medio de un mensaje en la radio estatal en el que reconoció públicamente la victoria de la oposición. Dijo «felicitar de todo corazón» a Muluzi por su triunfo electoral y se comprometió a ofrecer «apoyo y cooperación» para garantizar una transición exitosa. Las celebraciones en las calles de las principales ciudades del país comenzaron aún cuando el discurso de concesión de Banda estaba siendo emitido y se generalizaron rápidamente, con manifestaciones en las cuales se ondearon las banderas del UDF y se agitaron representaciones de cabezas de gallos (en referencia al símbolo electoral del MCP). Por su parte, Muluzi concedió una conferencia de prensa en su casa en Blantire poco después del mensaje de Banda en el que agradeció al electorado malauí por la victoria, declarando que se trataba de «un triunfo del pueblo malauí» y comprometiéndose a cumplir con el mandato recibido. En su discurso agradeció a Banda por el gesto de reconocer la derrota, pero remarcó que eso no anulaba los treinta años de abusos contra los derechos humanos cometidos durante su régimen y reclamó solo había admitido la derrota porque «no tenía opción».